# Đông Thracia

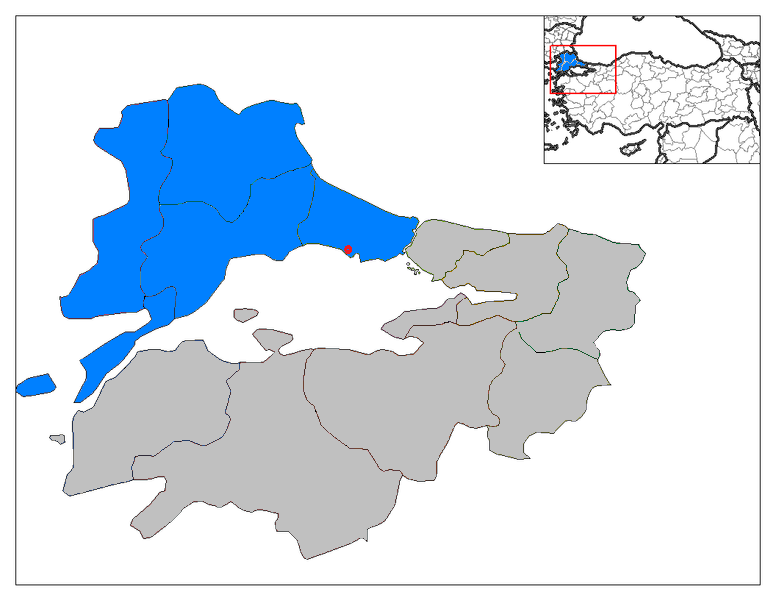
Lãnh thổ Đông Thracia (xanh dương) trong vùng Marmara, Thổ Nhĩ Kỳ

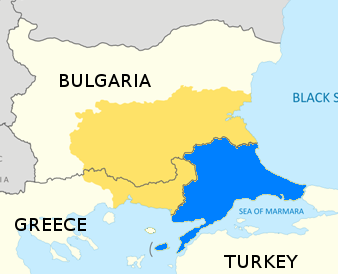
Lãnh thổ Đông Thracia (xanh dương) trong vùng lịch sử Thracia (vàng)

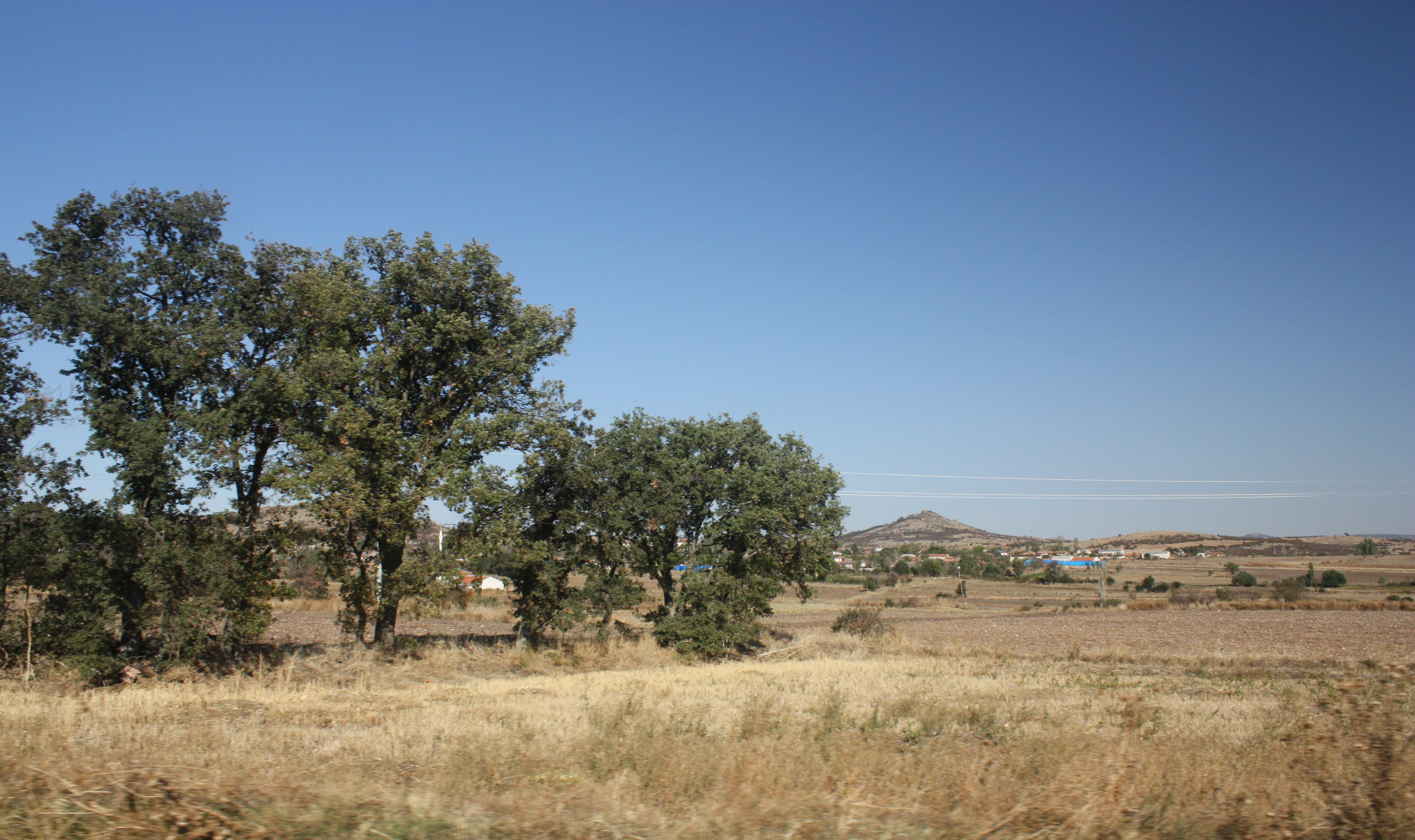
Cảnh quan Đông Thracia tại tỉnh Edirne, Thổ Nhĩ Kỳ

Đông Thracia, còn gọi là Thracia thuộc Thổ Nhĩ Kỳ hay Thổ Nhĩ Kỳ Âu châu, là phần lãnh thổ thuộc Thổ Nhĩ Kỳ nằm trong tiểu vùng Đông Nam Âu về mặt địa lý. Diện tích Đông Thracia chiếm 3.03% tổng diện tích Thổ Nhĩ Kỳ, trong khi dân số vùng lại chiếm đến 15% tổng dân số trên cả nước. Thành phố lớn nhất của vùng là İstanbul, tuy nhiên trên thực tế lãnh thổ của thành phố này nằm ở cả hai bên eo biển Bosporus vốn chia cắt châu Âu với châu Á. Trong lịch sử, vùng Đông Thracia có vị trí quan trọng nhờ nằm cạnh một hành lang thương mại biển chủ chốt và là một bộ phận cấu thành nên vùng đất Rumelia rộng lớn ở Đông Nam Âu dưới trướng Đế quốc Osman. Vùng đất này có tầm quan trọng đặc biệt trong lĩnh vực địa chiến lược vì hành lang biển bắc qua Biển Marmara có tới hai eo biển thuộc Thổ Nhĩ Kỳ, nhờ đó hải quân 5 nước Nga, Ukraina, România, Bulgaria và Gruzia có thể đi từ Biển Đen ra Biển Địa Trung Hải. Nơi đây cũng dự định trở thành trạm kết nối các hệ thống đường sắt tốc độ cao của ba nước Thổ Nhĩ Kỳ, Bulgaria và Hy Lạp trong tương lai. Thông qua hợp đồng lao động khách mời giữa Thổ Nhĩ Kỳ và Đức, nhiều lao động người Thổ Nhĩ Kỳ tại Đức đến từ Đông Thracia, phần lớn là từ tỉnh Kırklareli.

## Định nghĩa
Thuật ngữ Đông Thracia thỉnh thoảng được dùng để chỉ phần phía đông của vùng lịch sử Thracia. Ngày nay, lãnh thổ vùng bao phủ toàn bộ diện tích các tỉnh Edirne, Tekirdağ và Kırklareli cùng phần lãnh thổ thuộc châu Âu của các tỉnh Çanakkale và İstanbul của Thổ Nhĩ Kỳ. Biên giới vùng đất Đông Thrace được quy định theo Hiệp ước Constantinopolis (1913) và Công ước Bulgaria–Osman (1915), đến sau được tái khẳng định trong Hòa ước Lausanne.

## Địa lý

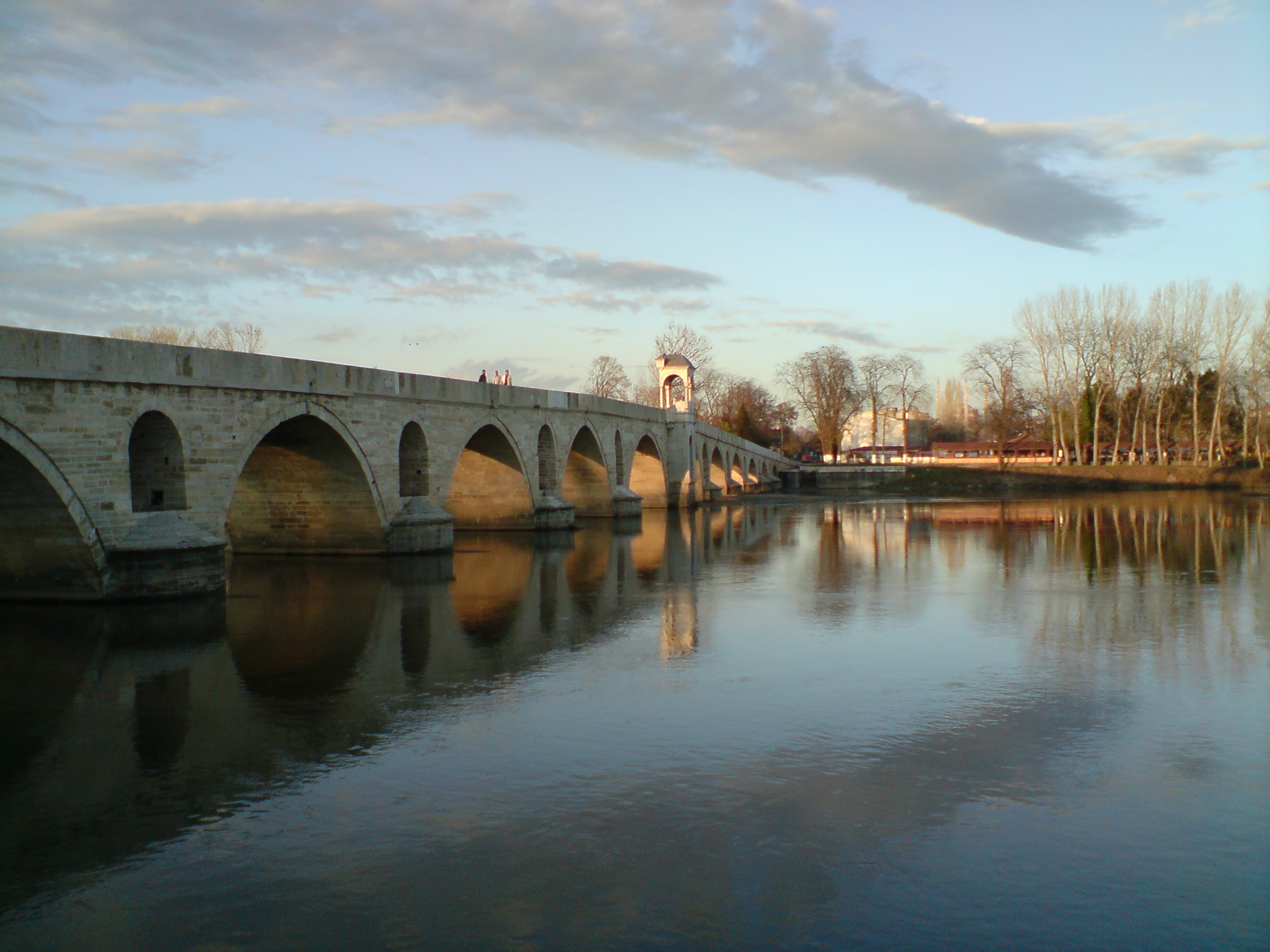
Sông Maritsa là biên giới tự nhiên giữa Hy Lạp và Thổ Nhĩ Kỳ, cách riêng là giữa vùng Tây Thracia và vùng Đông Thracia

Vùng Đông Thracia giáp Hy Lạp về phía tây, Bulgaria về phía bắc, Biển Đen về phía đông bắc, và Biển Aegaeus về phía Tây Nam, có diện tích 23,757 km2, khoảng 3.1% diện tích đất liền và hải đảo Thổ Nhĩ Kỳ; có mật độ dân số là 515 người/km2, lớn gấp nhiều lần mật độ dân số tại Thổ Nhĩ Kỳ Á châu (98 người/km2). Hai châu lục Á và Âu được phân tách bởi Eo biển Dardanellia, Eo biển Bosporus (gọi chung là các eo biển Thổ Nhĩ Kỳ) cùng Biển Marmara, độ dài đường biển là 361 km. Phần cực nam của vùng Đông Thracia là bán đảo Gelibolu.

## Khí hậu
Vùng Đông Thracia có khí hậu Địa Trung Hải hay khí hậu cận nhiệt đới ẩm ở vùng bờ biển Biển Aegaeus cùng Biển Marmara và có khí hậu đại dương ở vùng bờ biển Biển Đen. Vùng Đông Thracia có mùa hè ấm áp hay là nóng, độ ẩm từ ẩm đến tương đối khô; mùa đông lạnh và ẩm ướt, thỉnh thoảng có tuyết. Khí hậu bờ biển giúp cho nhiệt độ không khí ở vùng này tương đối ôn hòa.

## Lịch sử
Vùng Đông Thracia là nơi diễn ra nhiều sự kiện quan trọng về phương diện lịch sử và phương diện truyền thuyết, trong đó bao gồm:
- Năm 1000 TCN: Các bộ lạc vùng Thracia thiết lập khu định cư Lygos và Semistra; sử gia Plinius Cậu từng đề cập đến Lygos trong sách sử của mình và di chỉ Lygos hiện tọa lạc gần mũi Sarayburnu.
- Thần thoại Hero và Leandros của Hy Lạp cổ đại đặt bối cảnh tại thành phố cổ Sestos.
- Anh hùng Aeneas của thần thoại Hy Lạp thiết lập thành phố Aenus trong hành trình đi tìm vùng đất mới.
- Sau khi Vua Alexandros Đại đế qua đời, Vương quốc Macedonia rơi vào thời kỳ tranh giành ngôi vị, đến sau tướng của Vua Alexandros quá cố là Lysimachos (360–281 TCN) lên ngôi Quốc vương Thracia và đặt kinh đô tại Lysimachia.
- 378: Trận Hadrianopolis, trận đánh chiến lược đánh dấu sự suy tàn của Đế quốc La Mã.
- 1352: Lâu đài Çimpe trở thành lãnh thổ châu Âu đầu tiên bị Đế quốc Osman chiếm đóng.
- Đế quốc Osman dời đô từ thành Bursa về thành Edirne.
- Chiến dịch Gallipoli – một trong những chiến dịch trọng điểm trong Chiến tranh thế giới thứ nhất, diễn ra trên bán đảo Gelibolu.

Trong Chiến tranh Nga–Thổ Nhĩ Kỳ (1877–1878) và các cuộc chiến tranh Balkan, người Muhacir theo Islam giáo thuộc nhiều nhóm sắc tộc vốn sinh sống tại lãnh thổ cũ của Đế quốc Osman trên vùng Balkan buộc phải chạy trốn về vùng Đông Thracia do bị trục xuất, đánh đập và thảm sát, gián tiếp dẫn đến cuộc trao đổi dân sự giữa Hy Lạp và Thổ Nhĩ Kỳ, diễn ra từ năm 1923 đến năm 1924.
Sau đây là thống kê dân số các nhóm sắc tộc tôn giáo trong các sanjak (n.đ. 'cờ', đơn vị hành chính cũ) thuộc vùng Đông Thracia:
| Thống kê chính thức của Đế quốc Osman, 1910                |                |                |                |                |           |
| Sanjak                                                     | Người Turk     | Người Hy Lạp   | Người Bulgaria | Khác           | Tổng      |
| Edirne                                                     | 128.000        | 113.500        | 31.500         | 14.700         | 287.700   |
| Kırk Kilise                                                | 53.000         | 77.000         | 28.500         | 1.150          | 159.650   |
| Tekirdağ                                                   | 63.500         | 56.000         | 3.000          | 21.800         | 144.300   |
| Gelibolu                                                   | 31.500         | 70.500         | 2.000          | 3.200          | 107.200   |
| Çatalca                                                    | 18.000         | 48.500         | —              | 2.340          | 68.840    |
| İstanbul                                                   | 450.000        | 260.000        | 6.000          | 130.000        | 846.000   |
| Tổng %                                                     | 744.000 46,11% | 625.500 38,76% | 71.000 4,40%   | 173.190 10,74% | 1.613.690 |
| Thống kê của Tòa thượng phụ Đại kết Constantinopolis, 1912 |                |                |                |                |           |
| Tổng %                                                     | 604.500 36,20% | 655.600 39,27% | 71.800 4,30%   | 337.600 20,22% | 1.669.500 |

## Chính trị
Vùng Đông Thracia là địa bàn truyền thống của đảng Nhân dân Cộng hòa và chủ nghĩa Kemal. Vào tháng 5 năm 2023, Ủy viên Hội đồng huyện Büyükçekmece là ông Eren Savaş thuộc đảng Nhân dân Cộng hòa đã gây nên một vụ scandal sau khi tuyên bố rằng vùng Đông Thracia nên được tách ra khỏi Thổ Nhĩ Kỳ.